# Puchar Kontynentalny w skokach narciarskich 2010/2011
Puchar Kontynentalny w skokach narciarskich 2010/2011 – rozpoczął się 7 grudnia 2010 w Rovaniemi, a zakończył 12 marca 2011 w Wiśle. W Polsce przeprowadzono 4 konkursy. Zdobywcą Pucharu Kontynentalnego został Słoweniec Rok Zima, który jednocześnie nie wygrał ani jednego indywidualnego konkursu w cyklu, najwyżej zajmując drugie miejsca.

## Kalendarz i wyniki
| Lp  | Data             | Miejscowość      | Skocznia                 | HS    | Uwagi | 1. miejsce                           | 2. miejsce               | 3. miejsce                          |
| --- | ---------------- | ---------------- | ------------------------ | ----- | ----- | ------------------------------------ | ------------------------ | ----------------------------------- |
| 1.  | 7 grudnia 2010   | Rovaniemi        | Ounasvaara               | HS100 | nocny | Stephan Hocke                        | Andreas Wank             | Ole Marius Ingvaldsen Julian Musiol |
| 2.  | 8 grudnia 2010   | Rovaniemi        | Ounasvaara               | HS100 | nocny | Stephan Hocke                        | Anssi Koivuranta         | Richard Freitag                     |
| 3.  | 10 grudnia 2010  | Vikersund        | Vikersundbakken          | HS117 | nocny | Kim René Elverum Sorsell             | Anssi Koivuranta         | Stephan Hocke                       |
| 4.  | 11 grudnia 2010  | Vikersund        | Vikersundbakken          | HS117 | -     | Stephan Hocke                        | Richard Freitag          | Kim René Elverum Sorsell            |
| 5.  | 18 grudnia 2010  | Erzurum          | Kiremitliktepe           | HS105 | nocny | Anssi Koivuranta Stefan Thurnbichler | –                        | Kim René Elverum Sorsell            |
| 6.  | 19 grudnia 2010  | Erzurum          | Kiremitliktepe           | HS105 | nocny | Stefan Thurnbichler                  | Mario Innauer            | Kim René Elverum Sorsell            |
| 7.  | 27 grudnia 2010  | Engelberg        | Gross-Titlis-Schanze     | HS137 | -     | Olli Muotka                          | Mario Innauer            | Marco Grigoli                       |
| 8.  | 28 grudnia 2010  | Engelberg        | Gross-Titlis-Schanze     | HS137 | -     | Mario Innauer                        | Matic Kramaršič          | Olli Muotka Thomas Diethart         |
| 9.  | 8 stycznia 2011  | Sapporo          | Ōkurayama                | HS134 | -     | Mitja Mežnar                         | Kazuyoshi Funaki         | Matic Kramaršič                     |
| 10. | 8 stycznia 2011  | Sapporo          | Ōkurayama                | HS134 | nocny | Mitja Mežnar                         | Matjaž Pungertar         | Jernej Damjan                       |
| 11. | 9 stycznia 2011  | Sapporo          | Ōkurayama                | HS134 | -     | Jernej Damjan                        | Peter Frenette           | Rok Zima                            |
| 12. | 12 stycznia 2011 | Pjongczang       | Alpensia Jumping Park    | HS140 | -     | Matjaž Pungertar                     | Julian Musiol Rok Zima   | –                                   |
| 13. | 13 stycznia 2011 | Pjongczang       | Alpensia Jumping Park    | HS140 | -     | Matjaž Pungertar                     | Rok Zima                 | Robert Hrgota                       |
| 14. | 22 stycznia 2011 | Titisee-Neustadt | Hochfirstschanze         | HS142 | -     | Maximilian Mechler                   | Matic Kramaršič          | Manuel Poppinger                    |
| 15. | 23 stycznia 2011 | Titisee-Neustadt | Hochfirstschanze         | HS142 | -     | Maximilian Mechler                   | Rok Zima                 | Felix Schoft                        |
| 16. | 29 stycznia 2011 | Bischofshofen    | im. Paula Ausserleitnera | HS140 | nocny | Stefan Thurnbichler                  | Maximilian Mechler       | Felix Brodauf                       |
| 17. | 30 stycznia 2011 | Bischofshofen    | im. Paula Ausserleitnera | HS140 | -     | Stefan Thurnbichler                  | Felix Schoft             | Maximilian Mechler                  |
| 18. | 5 lutego 2011    | Brotterode       | Inselbergschanze         | HS117 | -     | Stefan Kraft                         | Felix Schoft             | Rok Urbanc                          |
| 19. | 6 lutego 2011    | Brotterode       | Inselbergschanze         | HS117 | -     | Thomas Diethart                      | Felix Schoft             | Vegard Haukø Sklett                 |
| 20. | 12 lutego 2011   | Iron Mountain    | Pine Mountain            | HS133 | -     | Andreas Strolz                       | Matjaž Pungertar         | Rok Zima                            |
| 21. | 13 lutego 2011   | Iron Mountain    | Pine Mountain            | HS133 | -     | Matej Dobovšek                       | Markus Eggenhofer        | David Unterberger                   |
| 22. | 19 lutego 2011   | Kranj            | Bauhenk                  | HS109 | -     | Dejan Judež                          | Andreas Stjernen         | Stefan Thurnbichler                 |
| 23. | 20 lutego 2011   | Kranj            | Bauhenk                  | HS109 | -     | Mario Innauer                        | Jure Šinkovec            | Dejan Judež                         |
| 24. | 26 lutego 2011   | Zakopane         | Wielka Krokiew           | HS134 | -     | Mario Innauer                        | Andreas Wank             | Rok Zima                            |
| 25. | 27 lutego 2011   | Zakopane         | Wielka Krokiew           | HS134 | -     | Thomas Thurnbichler                  | Markus Eisenbichler      | Michael Hayböck                     |
| 26. | 5 marca 2011     | Kuopio           | Puijo                    | HS127 | nocny | Andreas Stjernen                     | Matej Dobovšek           | Maximilian Mechler                  |
| 27. | 6 marca 2011     | Kuopio           | Puijo                    | HS127 | -     | Maximilian Mechler                   | Jarkko Määttä            | Michael Hayböck                     |
| 28. | 11 marca 2011    | Wisła            | im. Adama Małysza        | HS134 | nocny | Michael Hayböck                      | Kim René Elverum Sorsell | Andreas Wank                        |
| 29. | 12 marca 2011    | Wisła            | im. Adama Małysza        | HS134 | -     | Matic Kramaršič                      | Matjaž Pungertar         | Dejan Judež                         |

## Statystyki indywidualne
| Zawodnik | Rovaniemi 07.12 | Rovaniemi 08.12 | Vikersund 10.12 | Vikersund 11.12 | Erzurum 18.12 | Erzurum 19.12 | Engelberg 27.12 | Engelberg 28.12 | Sapporo 08.01 | Sapporo 08.01 | Sapporo 09.01 | Pyoenchang 12.01 | Pyoenchang 13.01 | Titisee-Neustadt 22.01 | Titisee-Neustadt 23.01 | Bischofshofen 29.01 | Bischofshofen 30.01 | Brotterode 05.02 | Brotterode 06.02 | Iron Mountain 12.02 | Iron Mountain 13.02 | Kranj 19.02 | Kranj 20.02 | Zakopane 26.02 | Zakopane 27.02 | Kuopio 05.03 | Kuopio 06.03 | Wisła 11.03 | Wisła 12.03 |
| --- | --------------- | --------------- | --------------- | --------------- | ------------- | ------------- | --------------- | --------------- | ------------- | ------------- | ------------- | ---------------- | ---------------- | ---------------------- | ---------------------- | ------------------- | ------------------- | ---------------- | ---------------- | ------------------- | ------------------- | ----------- | ----------- | -------------- | -------------- | ------------ | ------------ | ----------- | ----------- |
| Austria |                 |                 |                 |                 |               |               |                 |                 |               |               |               |                  |                  |                        |                        |                     |                     |                  |                  |                     |                     |             |             |                |                |              |              |             |             |
| Thomas Diethart | –               | –               | –               | –               | –             | –             | 12              | 3               | –             | –             | –             | –                | –                | –                      | –                      | –                   | –                   | 24               | 1                | 16                  | 19                  | –           | –           | –              | –              | –            | –            | –           | –           |
| Markus Eggenhofer | 32              | 34              | 43              | 42              | –             | –             | 24              | 28              | –             | –             | –             | –                | –                | –                      | –                      | 11                  | 18                  | –                | –                | 27                  | 2                   | –           | –           | 24             | 10             | 25           | 44           | 31          | 24          |
| Michael Hayböck | –               | –               | –               | –               | –             | –             | –               | –               | –             | –             | –             | –                | –                | –                      | –                      | –                   | –                   | 6                | 11               | –                   | –                   | –           | –           | 4              | 3              | 4            | 3            | 1           | 15          |
| Stefan Hayböck | –               | –               | –               | –               | –             | –             | 20              | 45              | –             | –             | –             | –                | –                | 52                     | 29                     | 24                  | 40                  | –                | –                | –                   | –                   | –           | –           | –              | –              | –            | –            | 34          | 27          |
| Daniel Huber | –               | –               | –               | –               | –             | –             | –               | –               | –             | –             | –             | –                | –                | –                      | –                      | 39                  | 49                  | –                | –                | –                   | –                   | 8           | 11          | 16             | 29             | –            | –            | –           | –           |
| Mario Innauer | 20              | 22              | 24              | 18              | 6             | 2             | 2               | 1               | –             | –             | –             | –                | –                | –                      | –                      | 27                  | 24                  | –                | –                | 5                   | 15                  | 4           | 1           | 1              | 5              | 10           | 7            | 24          | dns         |
| Björn Koch | –               | –               | –               | –               | –             | –             | –               | –               | –             | –             | –             | –                | –                | –                      | –                      | 29                  | 43                  | –                | –                | –                   | –                   | –           | –           | 30             | 28             | –            | –            | –           | –           |
| Stefan Kraft | –               | –               | –               | –               | –             | –             | –               | –               | –             | –             | –             | –                | –                | –                      | –                      | –                   | –                   | 1                | 8                | 13                  | 12                  | 25          | 7           | 14             | 24             | –            | –            | –           | –           |
| Daniel Lackner | 50              | 52              | 14              | 49              | 24            | 17            | –               | –               | 41            | 35            | 49            | 9                | 19               | –                      | –                      | –                   | –                   | –                | –                | –                   | –                   | –           | –           | –              | –              | –            | –            | –           | –           |
| Thomas Lackner | –               | –               | –               | –               | –             | –             | –               | –               | –             | –             | –             | –                | –                | –                      | –                      | –                   | –                   | 34               | 55               | –                   | –                   | 39          | 25          | –              | –              | –            | –            | –           | –           |
| Lukas Müller | –               | –               | –               | –               | –             | –             | –               | –               | –             | –             | –             | –                | –                | 18                     | 27                     | 36                  | 41                  | –                | –                | –                   | –                   | –           | –           | –              | –              | –            | –            | –           | –           |
| Manuel Poppinger | –               | –               | –               | –               | 11            | 4             | 7               | 14              | –             | –             | –             | –                | –                | 3                      | 5                      | 21                  | 11                  | 44               | 15               | 23                  | –                   | –           | –           | 7              | 17             | 9            | 10           | 14          | 46          |
| Christian Reiter | –               | –               | –               | –               | –             | –             | –               | –               | –             | –             | –             | –                | –                | 58                     | dsq                    | 19                  | 34                  | –                | –                | –                   | –                   | –           | –           | –              | –              | –            | –            | –           | –           |
| Florian Schabereiter | 44              | 62              | 54              | 53              | –             | –             | –               | –               | 20            | 16            | 13            | 18               | 18               | –                      | –                      | 18                  | 27                  | –                | –                | –                   | –                   | –           | –           | –              | –              | –            | –            | –           | –           |
| Markus Schiffner | –               | –               | –               | –               | 16            | 22            | –               | –               | 40            | 23            | 14            | 22               | 21               | –                      | –                      | –                   | –                   | 7                | 36               | –                   | –                   | –           | –           | –              | –              | –            | –            | –           | –           |
| Balthasar Schneider | –               | –               | –               | –               | –             | –             | –               | –               | 44            | 30            | 9             | 21               | 13               | 6                      | 18                     | 25                  | 39                  | –                | –                | –                   | –                   | –           | –           | –              | –              | –            | –            | –           | –           |
| Christoph Stauder | –               | –               | –               | –               | –             | –             | –               | –               | –             | –             | –             | –                | –                | –                      | –                      | 43                  | 36                  | –                | –                | –                   | –                   | –           | –           | –              | –              | –            | –            | –           | –           |
| Andreas Strolz | 18              | 10              | 13              | 17              | 12            | 25            | dsq             | 42              | –             | –             | –             | –                | –                | 23                     | 37                     | 31                  | 20                  | 35               | 9                | 1                   | 20                  | 27          | 17          | –              | –              | 31           | 5            | 7           | 42          |
| Stefan Thurnbichler | 11              | 41              | 6               | 9               | 1             | 1             | –               | –               | –             | –             | –             | –                | –                | –                      | –                      | 1                   | 1                   | –                | –                | –                   | –                   | 3           | 6           | –              | –              | 11           | 4            | –           | –           |
| Thomas Thurnbichler | 9               | 15              | 10              | 37              | 14            | 15            | 37              | 46              | –             | –             | –             | –                | –                | 25                     | 40                     | 14                  | 10                  | 16               | 10               | 9                   | 4                   | 19          | 16          | 32             | 1              | 16           | 12           | 16          | 25          |
| David Unterberger | 11              | 42              | 52              | 31              | 28            | 27            | 58              | 54              | –             | –             | –             | –                | –                | 26                     | 23                     | 37                  | 15                  | –                | –                | 25                  | 3                   | 32          | 37          | –              | –              | 7            | 15           | 41          | 40          |
| Ulrich Wohlgenannt | –               | –               | –               | –               | –             | –             | –               | –               | –             | –             | –             | –                | –                | –                      | –                      | 23                  | 36                  | –                | –                | –                   | –                   | –           | –           | –              | –              | –            | –            | –           | –           |
| Bułgaria |                 |                 |                 |                 |               |               |                 |                 |               |               |               |                  |                  |                        |                        |                     |                     |                  |                  |                     |                     |             |             |                |                |              |              |             |             |
| Bogomił Pawłow | –               | –               | –               | –               | 42            | 45            | –               | –               | –             | –             | –             | –                | –                | –                      | –                      | –                   | –                   | 50               | 51               | –                   | –                   | 52          | 53          | –              | –              | –            | –            | –           | –           |
| Dejan Funtarow | –               | –               | –               | –               | 48            | 50            | –               | –               | –             | –             | –             | –                | –                | –                      | –                      | –                   | –                   | –                | –                | –                   | –                   | 61          | 55          | –              | –              | –            | –            | –           | –           |
| Czechy |                 |                 |                 |                 |               |               |                 |                 |               |               |               |                  |                  |                        |                        |                     |                     |                  |                  |                     |                     |             |             |                |                |              |              |             |             |
| Martin Cikl | 37              | 27              | –               | –               | –             | –             | 24              | dns             | –             | –             | –             | –                | –                | 34                     | 24                     | –                   | –                   | 43               | 13               | 21                  | 34                  | 34          | 31          | 35             | 27             | 36           | 24           | 26          | 19          |
| Tomáš Friedrich | 67              | 77              | –               | –               | –             | –             | –               | –               | –             | –             | –             | –                | –                | –                      | –                      | –                   | –                   | –                | –                | –                   | –                   | –           | –           | –              | –              | –            | –            | –           | –           |
| Vít Háček | –               | –               | –               | –               | –             | –             | –               | –               | –             | –             | –             | –                | –                | dsq                    | dsq                    | 58                  | 59                  | –                | –                | –                   | –                   | –           | –           | –              | –              | –            | –            | –           | –           |
| Antonín Hájek | –               | –               | –               | –               | –             | –             | 37              | 26              | –             | –             | –             | –                | –                | 31                     | 22                     | 28                  | 35                  | –                | –                | –                   | –                   | 48          | 28          | 43             | 57             | 19           | 13           | 20          | 13          |
| Miloš Kadlec | –               | –               | –               | –               | –             | –             | –               | –               | –             | –             | –             | –                | –                | –                      | –                      | –                   | –                   | –                | –                | 47                  | 41                  | –           | –           | –              | –              | –            | –            | –           | –           |
| Čestmír Kožíšek | 37              | 67              | –               | –               | –             | –             | 63              | 72              | –             | –             | –             | –                | –                | –                      | –                      | –                   | –                   | 41               | 20               | 34                  | 24                  | –           | –           | 55             | 62             | –            | –            | –           | –           |
| Robert Kubáň | –               | –               | –               | –               | –             | –             | –               | –               | –             | –             | –             | –                | –                | –                      | –                      | –                   | –                   | 30               | 60               | –                   | –                   | 58          | 54          | –              | –              | –            | –            | 50          | 44          |
| Jiří Mazoch | –               | –               | –               | –               | –             | –             | –               | –               | –             | –             | –             | –                | –                | 47                     | 40                     | 55                  | 54                  | –                | –                | –                   | –                   | –           | –           | –              | –              | –            | –            | –           | –           |
| Vojtěch Štursa | –               | –               | –               | –               | –             | –             | –               | –               | –             | –             | –             | –                | –                | –                      | –                      | 56                  | 60                  | –                | –                | –                   | –                   | –           | –           | –              | –              | –            | –            | –           | –           |
| Ondřej Vaculík | 5               | 8               | –               | –               | –             | –             | 57              | 50              | –             | –             | –             | –                | –                | –                      | –                      | –                   | –                   | 25               | 6                | 7                   | 14                  | 28          | 34          | 26             | 30             | 33           | 35           | 38          | 44          |
| Estonia |                 |                 |                 |                 |               |               |                 |                 |               |               |               |                  |                  |                        |                        |                     |                     |                  |                  |                     |                     |             |             |                |                |              |              |             |             |
| Martti Nõmme | 64              | 72              | –               | –               | –             | –             | –               | –               | –             | –             | –             | –                | –                | –                      | –                      | –                   | –                   | –                | –                | –                   | –                   | –           | –           | –              | –              | 58           | 56           | –           | –           |
| Illimar Pärn | 61              | 59              | –               | –               | –             | –             | –               | –               | –             | –             | –             | –                | –                | –                      | –                      | 48                  | 51                  | 56               | 59               | –                   | –                   | –           | –           | –              | –              | 44           | 51           | –           | –           |
| Mats Piho | 73              | 71              | –               | –               | –             | –             | –               | –               | –             | –             | –             | –                | –                | –                      | –                      | –                   | –                   | –                | –                | –                   | –                   | –           | –           | –              | –              | –            | –            | –           | –           |
| Siim-Tanel Sammelselg | 51              | 48              | –               | –               | –             | –             | –               | –               | –             | –             | –             | –                | –                | –                      | –                      | –                   | –                   | –                | –                | –                   | –                   | –           | –           | –              | –              | 53           | 54           | –           | –           |
| Finlandia |                 |                 |                 |                 |               |               |                 |                 |               |               |               |                  |                  |                        |                        |                     |                     |                  |                  |                     |                     |             |             |                |                |              |              |             |             |
| Lauri Asikainen | 31              | 56              | –               | –               | –             | –             | –               | –               | –             | –             | –             | –                | –                | –                      | –                      | –                   | –                   | –                | –                | –                   | –                   | 44          | 48          | 60             | 55             | –            | –            | –           | –           |
| Sami Heiskanen | 66              | 64              | –               | –               | –             | –             | –               | –               | –             | –             | –             | –                | –                | –                      | –                      | –                   | –                   | –                | –                | –                   | –                   | –           | –           | –              | –              | –            | –            | –           | –           |
| Joonas Ikonen | 52              | 61              | –               | –               | –             | –             | –               | –               | –             | –             | –             | –                | –                | –                      | –                      | –                   | –                   | –                | –                | –                   | –                   | –           | –           | –              | –              | –            | –            | –           | –           |
| Sebastian Klinga | 69              | 68              | –               | –               | –             | –             | –               | –               | –             | –             | –             | –                | –                | –                      | –                      | –                   | –                   | –                | –                | –                   | –                   | –           | –           | –              | –              | –            | –            | –           | –           |
| Anssi Koivuranta | 10              | 2               | 2               | 7               | 1             | 7             | –               | –               | –             | –             | –             | –                | –                | –                      | –                      | –                   | –                   | –                | –                | –                   | –                   | –           | –           | –              | –              | –            | –            | –           | –           |
| Mika Kulmala | 47              | 52              | –               | –               | –             | –             | –               | –               | –             | –             | –             | –                | –                | –                      | –                      | –                   | –                   | –                | –                | –                   | –                   | –           | –           | –              | –              | –            | –            | –           | –           |
| Veli-Matti Lindström | 56              | 51              | –               | –               | –             | –             | –               | –               | –             | –             | –             | –                | –                | –                      | –                      | –                   | –                   | –                | –                | 20                  | 23                  | –           | –           | –              | –              | –            | –            | –           | –           |
| Antti Määttä | 63              | 70              | –               | –               | –             | –             | –               | –               | –             | –             | –             | –                | –                | –                      | –                      | –                   | –                   | –                | –                | –                   | –                   | 44          | 39          | 52             | 38             | –            | –            | –           | –           |
| Jarkko Määttä | 32              | 32              | 23              | 22              | –             | –             | 31              | 41              | –             | –             | –             | –                | –                | –                      | –                      | –                   | –                   | –                | –                | –                   | –                   | –           | –           | –              | –              | 6            | 2            | –           | –           |
| Olli Muotka | –               | –               | –               | –               | –             | –             | 1               | 3               | –             | –             | –             | –                | –                | –                      | –                      | –                   | –                   | –                | –                | –                   | –                   | –           | –           | –              | –              | –            | –            | –           | –           |
| Sami Niemi | 25              | 16              | 34              | 44              | –             | –             | 10              | 23              | –             | –             | –             | –                | –                | –                      | –                      | –                   | –                   | –                | –                | –                   | –                   | 33          | 21          | 49             | 36             | 37           | 33           | –           | –           |
| Harri Olli | –               | –               | –               | –               | –             | –             | dsq             | 14              | 32            | 37            | 25            | –                | –                | –                      | –                      | –                   | –                   | –                | –                | –                   | –                   | –           | –           | –              | –              | –            | –            | –           | –           |
| Juha-Matti Ruuskanen | 14              | 6               | 4               | 6               | 8             | 10            | –               | –               | –             | –             | –             | –                | –                | –                      | –                      | –                   | –                   | –                | –                | –                   | –                   | –           | –           | –              | –              | 28           | 30           | –           | –           |
| Miika Ylipulli | –               | –               | –               | –               | –             | –             | –               | –               | –             | –             | –             | –                | –                | –                      | –                      | –                   | –                   | –                | –                | –                   | –                   | –           | –           | –              | –              | 40           | 43           | –           | –           |
| Kimmo Yliriesto | 60              | 58              | –               | –               | –             | –             | –               | –               | –             | –             | –             | –                | –                | –                      | –                      | –                   | –                   | –                | –                | 36                  | 40                  | –           | –           | –              | –              | –            | –            | –           | –           |
| Francja |                 |                 |                 |                 |               |               |                 |                 |               |               |               |                  |                  |                        |                        |                     |                     |                  |                  |                     |                     |             |             |                |                |              |              |             |             |
| Vincent Descombes Sevoie | –               | –               | –               | –               | –             | –             | 21              | 48              | –             | –             | –             | –                | –                | –                      | –                      | –                   | –                   | 27               | 40               | –                   | –                   | –           | –           | –              | –              | –            | –            | –           | –           |
| Ronan Lamy Chappuis | –               | –               | 64              | 65              | –             | –             | –               | –               | –             | –             | –             | –                | –                | 46                     | 50                     | –                   | –                   | 28               | 25               | –                   | –                   | –           | –           | 60             | 50             | –            | –            | –           | –           |
| Alexandre Mabboux | –               | –               | 62              | 56              | –             | –             | –               | –               | –             | –             | –             | –                | –                | 38                     | 57                     | –                   | –                   | 29               | 26               | –                   | –                   | –           | –           | 59             | 48             | 32           | 47           | –           | –           |
| Nicolas Mayer | –               | –               | 48              | 50              | –             | –             | 34              | 36              | –             | –             | –             | –                | –                | 44                     | 25                     | –                   | –                   | –                | –                | –                   | –                   | –           | –           | –              | –              | –            | –            | –           | –           |
| David Viry | –               | –               | 69              | 60              | –             | –             | 77              | 73              | –             | –             | –             | –                | –                | 41                     | dsq                    | –                   | –                   | 33               | 35               | –                   | –                   | –           | –           | 53             | 48             | 29           | 39           | –           | –           |
| Holandia |                 |                 |                 |                 |               |               |                 |                 |               |               |               |                  |                  |                        |                        |                     |                     |                  |                  |                     |                     |             |             |                |                |              |              |             |             |
| Ruben de Wit | –               | –               | 72              | 72              | –             | –             | –               | –               | –             | –             | –             | –                | –                | –                      | –                      | –                   | –                   | 57               | 54               | –                   | –                   | –           | –           | –              | –              | –            | –            | –           | –           |
| Oldrik van der Aalst | –               | –               | 66              | 68              | 48            | 46            | 84              | 82              | –             | –             | –             | –                | –                | –                      | –                      | –                   | –                   | –                | –                | –                   | –                   | –           | –           | –              | –              | –            | –            | –           | –           |
| Japonia |                 |                 |                 |                 |               |               |                 |                 |               |               |               |                  |                  |                        |                        |                     |                     |                  |                  |                     |                     |             |             |                |                |              |              |             |             |
| Tomoaki Endō | –               | –               | –               | –               | –             | –             | –               | –               | –             | –             | –             | 28               | 34               | –                      | –                      | –                   | –                   | –                | –                | –                   | –                   | –           | –           | –              | –              | –            | –            | –           | –           |
| Kazuyoshi Funaki | –               | –               | –               | –               | –             | –             | –               | –               | 2             | 4             | 7             | –                | –                | –                      | –                      | –                   | –                   | –                | –                | –                   | –                   | –           | –           | –              | –              | –            | –            | –           | –           |
| Shūsaku Hosoyama | –               | –               | –               | –               | –             | –             | –               | –               | –             | –             | 53            | –                | –                | –                      | –                      | –                   | –                   | –                | –                | –                   | –                   | –           | –           | –              | –              | –            | –            | –           | –           |
| Tsuyoshi Ichinohe | –               | –               | –               | –               | –             | –             | –               | –               | dns           | 20            | 51            | –                | –                | –                      | –                      | –                   | –                   | –                | –                | –                   | –                   | –           | –           | –              | –              | –            | –            | –           | –           |
| Kenshirō Itō | –               | –               | –               | –               | –             | –             | –               | –               | 18            | –             | 18            | –                | –                | –                      | –                      | –                   | –                   | –                | –                | –                   | –                   | –           | –           | –              | –              | –            | –            | –           | –           |
| Yūsūke Narita | –               | –               | –               | –               | –             | –             | –               | –               | –             | –             | –             | 29               | 22               | –                      | –                      | –                   | –                   | –                | –                | –                   | –                   | –           | –           | –              | –              | –            | –            | –           | –           |
| Takanobu Okabe | –               | –               | –               | –               | –             | –             | –               | –               | 28            | –             | 40            | –                | –                | –                      | –                      | –                   | –                   | –                | –                | –                   | –                   | –           | –           | –              | –              | –            | –            | –           | –           |
| Kento Sakuyama | 47              | 23              | –               | –               | –             | –             | –               | –               | 47            | 13            | 38            | –                | –                | –                      | –                      | –                   | –                   | –                | –                | –                   | –                   | –           | –           | –              | –              | –            | –            | –           | –           |
| Yūhei Sasaki | –               | –               | –               | –               | –             | –             | –               | –               | 16            | –             | 27            | –                | –                | –                      | –                      | –                   | –                   | –                | –                | –                   | –                   | –           | –           | –              | –              | –            | –            | –           | –           |
| Shō Suzuki | –               | –               | –               | –               | –             | –             | –               | –               | 19            | –             | 43            | –                | –                | –                      | –                      | –                   | –                   | –                | –                | –                   | –                   | –           | –           | –              | –              | –            | –            | –           | –           |
| Tarō Takayanagi | –               | –               | –               | –               | –             | –             | –               | –               | 8             | 10            | 21            | –                | –                | –                      | –                      | –                   | –                   | –                | –                | –                   | –                   | –           | –           | –              | –              | –            | –            | –           | –           |
| Shōta Tanaka | –               | –               | –               | –               | –             | –             | –               | –               | 34            | –             | –             | 33               | 32               | –                      | –                      | –                   | –                   | –                | –                | –                   | –                   | –           | –           | –              | –              | –            | –            | –           | –           |
| Keita Umezaki | –               | –               | –               | –               | –             | –             | –               | –               | 21            | –             | 46            | –                | –                | –                      | –                      | –                   | –                   | –                | –                | –                   | –                   | –           | –           | –              | –              | –            | –            | –           | –           |
| Hiroaki Watanabe | –               | –               | –               | –               | –             | –             | –               | –               | 31            | –             | 37            | –                | –                | –                      | –                      | –                   | –                   | –                | –                | –                   | –                   | –           | –           | –              | –              | –            | –            | –           | –           |
| Hiroki Yamada | –               | –               | –               | –               | –             | –             | –               | –               | 12            | –             | 19            | –                | –                | –                      | –                      | –                   | –                   | –                | –                | –                   | –                   | –           | –           | –              | –              | –            | –            | –           | –           |
| Kazuya Yoshioka | 14              | 21              | –               | –               | –             | –             | –               | –               | –             | –             | –             | –                | –                | –                      | –                      | –                   | –                   | –                | –                | –                   | –                   | –           | –           | –              | –              | –            | –            | –           | –           |
| Kanada |                 |                 |                 |                 |               |               |                 |                 |               |               |               |                  |                  |                        |                        |                     |                     |                  |                  |                     |                     |             |             |                |                |              |              |             |             |
| Mackenzie Boyd-Clowes | –               | –               | –               | –               | –             | –             | –               | –               | 7             | dsq           | 17            | –                | –                | 11                     | 32                     | –                   | 13                  | –                | –                | 11                  | 30                  | –           | –           | –              | –              | 18           | 17           | –           | –           |
| Yukon De Leeuw | –               | –               | –               | –               | –             | –             | –               | –               | 30            | 6             | 35            | 10               | 28               | –                      | –                      | –                   | –                   | –                | –                | 29                  | 35                  | –           | –           | –              | –              | –            | –            | –           | –           |
| Eric Mitchell | –               | –               | –               | –               | –             | –             | –               | –               | 29            | 29            | dsq           | 15               | 26               | 50                     | 46                     | 44                  | 50                  | –                | –                | 36                  | 35                  | –           | –           | –              | –              | –            | –            | –           | –           |
| Kazachstan |                 |                 |                 |                 |               |               |                 |                 |               |               |               |                  |                  |                        |                        |                     |                     |                  |                  |                     |                     |             |             |                |                |              |              |             |             |
| Anton Kankienow | –               | –               | –               | –               | –             | –             | –               | –               | –             | –             | –             | –                | 39               | –                      | –                      | –                   | –                   | –                | –                | –                   | –                   | –           | –           | –              | –              | dsq          | –            | –           | –           |
| Iwan Karaułow | 58              | 52              | –               | –               | –             | –             | dsq             | 60              | –             | –             | –             | –                | –                | –                      | –                      | –                   | –                   | 39               | 46               | –                   | –                   | –           | –           | –              | –              | –            | –            | –           | –           |
| Aleksiej Korolow | 52              | 57              | –               | –               | –             | –             | –               | –               | –             | –             | –             | –                | –                | –                      | –                      | –                   | –                   | –                | –                | –                   | –                   | –           | –           | –              | –              | –            | –            | –           | –           |
| Roman Kuriawskij | dsq             | 73              | 68              | 71              | –             | –             | –               | –               | 56            | 49            | 56            | 37               | –                | –                      | –                      | –                   | –                   | –                | –                | –                   | –                   | –           | –           | –              | –              | –            | –            | –           | –           |
| Sabirżan Muminow | –               | –               | 71              | 70              | –             | –             | –               | –               | dns           | dns           | dns           | –                | –                | –                      | –                      | –                   | –                   | –                | –                | –                   | –                   | –           | –           | –              | –              | –            | –            | –           | –           |
| Aleksiej Pczelincew | –               | –               | 63              | 67              | –             | –             | –               | –               | 48            | 47            | 54            | 35               | 36               | –                      | –                      | –                   | –                   | –                | –                | –                   | –                   | –           | –           | –              | –              | 52           | 57           | –           | –           |
| Konstantin Sokolenko | –               | –               | –               | –               | –             | –             | 69              | 78              | –             | –             | –             | –                | –                | –                      | –                      | –                   | –                   | –                | –                | –                   | –                   | –           | –           | –              | –              | 56           | 53           | –           | –           |
| Asan Tachtachunow | –               | –               | –               | –               | –             | –             | 66              | 79              | –             | –             | –             | –                | –                | –                      | –                      | –                   | –                   | –                | –                | –                   | –                   | –           | –           | –              | –              | –            | –            | –           | –           |
| Marat Żaparow | 71              | 75              | 70              | 66              | –             | –             | –               | –               | 55            | 45            | 55            | 36               | 37               | –                      | –                      | –                   | –                   | –                | –                | –                   | –                   | –           | –           | –              | –              | 51           | 36           | –           | –           |
| Radik Żaparow | –               | –               | –               | –               | –             | –             | 39              | dsq             | –             | –             | –             | –                | –                | –                      | –                      | –                   | –                   | –                | –                | –                   | –                   | –           | –           | –              | –              | –            | –            | –           | –           |
| Korea Południowa |                 |                 |                 |                 |               |               |                 |                 |               |               |               |                  |                  |                        |                        |                     |                     |                  |                  |                     |                     |             |             |                |                |              |              |             |             |
| Choi Heung-chul | –               | –               | –               | –               | –             | –             | 13              | –               | –             | –             | –             | 12               | 23               | –                      | –                      | –                   | –                   | –                | –                | –                   | –                   | –           | –           | –              | –              | –            | –            | –           | –           |
| Choi Yong-jik | –               | –               | –               | –               | –             | –             | 49              | 27              | 42            | 46            | 30            | 25               | 14               | –                      | –                      | –                   | –                   | –                | –                | –                   | –                   | –           | –           | –              | –              | –            | –            | –           | –           |
| Kang Chil-ku | –               | –               | –               | –               | –             | –             | 82              | 77              | 50            | 48            | 48            | 38               | 33               | –                      | –                      | –                   | –                   | –                | –                | –                   | –                   | –           | –           | –              | –              | –            | –            | –           | –           |
| Kim Hyun-ki | –               | –               | –               | –               | –             | –             | 36              | –               | –             | –             | –             | 14               | 24               | –                      | –                      | –                   | –                   | –                | –                | –                   | –                   | –           | –           | –              | –              | –            | –            | –           | –           |
| Park Je-un | –               | –               | –               | –               | –             | –             | –               | –               | –             | –             | –             | dsq              | 38               | –                      | –                      | –                   | –                   | –                | –                | –                   | –                   | –           | –           | –              | –              | –            | –            | –           | –           |
| Niemcy |                 |                 |                 |                 |               |               |                 |                 |               |               |               |                  |                  |                        |                        |                     |                     |                  |                  |                     |                     |             |             |                |                |              |              |             |             |
| Tobias Bogner | –               | –               | –               | –               | 32            | 35            | 45              | 52              | 34            | 12            | dsq           | 34               | 29               | 53                     | 35                     | –                   | –                   | –                | –                | 31                  | 6                   | –           | –           | –              | –              | 33           | 28           | 34          | 37          |
| Felix Brodauf | –               | –               | –               | –               | 20            | 5             | 53              | 63              | 25            | 34            | 31            | 30               | 20               | 12                     | 14                     | 3                   | 19                  | 4                | 34               | –                   | –                   | 11          | 20          | 20             | 22             | 35           | 25           | 29          | 31          |
| Markus Eisenbichler | –               | –               | –               | –               | –             | –             | dsq             | 40              | –             | –             | –             | –                | –                | 29                     | 28                     | 13                  | 5                   | dsq              | 28               | –                   | –                   | 30          | 8           | 17             | 2              | 45           | 21           | 23          | 11          |
| Nico Faller | –               | –               | –               | –               | –             | –             | –               | –               | –             | –             | –             | –                | –                | 54                     | 53                     | –                   | –                   | –                | –                | –                   | –                   | –           | –           | –              | –              | –            | –            | –           | –           |
| Richard Freitag | 13              | 3               | 5               | 2               | –             | –             | –               | –               | –             | –             | –             | –                | –                | –                      | –                      | –                   | –                   | –                | –                | –                   | –                   | –           | –           | –              | –              | –            | –            | –           | –           |
| Stephan Hocke | 1               | 1               | 3               | 1               | –             | –             | –               | –               | –             | –             | –             | –                | –                | –                      | –                      | –                   | –                   | –                | –                | –                   | –                   | –           | –           | 11             | 12             | 47           | 19           | –           | –           |
| Kevin Horlacher | –               | –               | –               | –               | 25            | 16            | 52              | 56              | 52            | 38            | 32            | 23               | 27               | 48                     | 48                     | –                   | –                   | –                | –                | 24                  | 13                  | –           | –           | –              | –              | –            | –            | –           | –           |
| Florian Horst | –               | –               | –               | –               | 34            | 40            | –               | –               | –             | –             | –             | –                | –                | 14                     | 20                     | 16                  | 31                  | –                | 24               | 6                   | 9                   | –           | –           | 44             | 42             | –            | –            | –           | –           |
| Jan Jeske | –               | –               | –               | –               | –             | –             | –               | –               | –             | –             | –             | –                | –                | –                      | 60                     | –                   | –                   | –                | –                | –                   | –                   | –           | –           | –              | –              | –            | –            | –           | –           |
| Marinus Kraus | 37              | 23              | 20              | 36              | 21            | 6             | –               | –               | –             | –             | –             | –                | –                | –                      | –                      | –                   | –                   | 32               | –                | –                   | –                   | –           | –           | –              | –              | –            | –            | –           | –           |
| Stephan Leyhe | –               | –               | –               | –               | –             | –             | 30              | 29              | –             | –             | –             | –                | –                | –                      | –                      | –                   | –                   | –                | –                | –                   | –                   | –           | –           | –              | –              | –            | –            | –           | –           |
| Maximilian Mechler | –               | –               | –               | –               | –             | –             | –               | –               | –             | –             | –             | –                | –                | 1                      | 1                      | 2                   | 3                   | –                | –                | –                   | –                   | 13          | 23          | 8              | 33             | 3            | 1            | 12          | 21          |
| Julian Musiol | 3               | 5               | 8               | 10              | –             | –             | –               | –               | 6             | 18            | 11            | 2                | 7                | 4                      | 13                     | 8                   | 23                  | 15               | 7                | –                   | –                   | 16          | 24          | –              | –              | –            | –            | 28          | 18          |
| Pius Paschke | –               | –               | –               | –               | –             | –             | –               | –               | –             | –             | –             | –                | –                | 62                     | –                      | –                   | –                   | –                | –                | –                   | –                   | –           | –           | –              | –              | –            | –            | –           | –           |
| Danny Queck | 27              | 26              | 32              | 20              | 8             | 23            | 26              | 25              | –             | –             | –             | –                | –                | 42                     | 19                     | –                   | –                   | 10               | 22               | –                   | –                   | 19          | 14          | 27             | 31             | –            | –            | –           | –           |
| Felix Schoft | 7               | 7               | 11              | 8               | –             | –             | –               | –               | –             | –             | –             | –                | –                | 19                     | 3                      | 5                   | 2                   | 2                | 2                | –                   | –                   | 12          | 19          | 9              | 25             | 22           | 18           | 9           | 10          |
| Georg Späth | –               | –               | –               | –               | –             | –             | 6               | 17              | 26            | 39            | 22            | 11               | 12               | 57                     | 12                     | 4                   | 17                  | 22               | 23               | –                   | –                   | –           | –           | –              | –              | –            | –            | –           | –           |
| Christian Ulmer | –               | –               | –               | –               | 34            | 37            | –               | –               | –             | –             | –             | –                | –                | 16                     | 21                     | –                   | –                   | –                | –                | –                   | –                   | –           | –           | –              | –              | –            | –            | –           | –           |
| Andreas Wank | 2               | 4               | 11              | 14              | –             | –             | –               | –               | 24            | 7             | 6             | 5                | 9                | 22                     | 7                      | 9                   | 6                   | 12               | 4                | –                   | –                   | 6           | 30          | 2              | 7              | 14           | 49           | 3           | 35          |
| Daniel Wenig | 5               | 10              | 19              | 11              | –             | –             | –               | –               | –             | –             | –             | –                | –                | –                      | –                      | –                   | –                   | –                | –                | –                   | –                   | 37          | 27          | –              | –              | 24           | 38           | –           | –           |
| David Winkler | –               | –               | –               | –               | 7             | 21            | 34              | 37              | 34            | 25            | 44            | 20               | 15               | 30                     | 26                     | –                   | –                   | –                | –                | 15                  | 29                  | –           | –           | –              | –              | –            | –            | 19          | 17          |
| Norwegia |                 |                 |                 |                 |               |               |                 |                 |               |               |               |                  |                  |                        |                        |                     |                     |                  |                  |                     |                     |             |             |                |                |              |              |             |             |
| Jon Aaraas | –               | –               | 15              | 33              | –             | –             | –               | –               | –             | –             | –             | –                | –                | –                      | –                      | –                   | –                   | –                | –                | –                   | –                   | –           | –           | –              | –              | –            | –            | –           | –           |
| Mats Søhagen Berggaard | –               | –               | –               | –               | –             | –             | 41              | 18              | –             | –             | –             | –                | –                | –                      | –                      | –                   | –                   | –                | –                | –                   | –                   | –           | –           | –              | –              | –            | –            | –           | –           |
| Fredrik Bjerkeengen | –               | –               | 47              | 41              | –             | –             | –               | –               | –             | –             | –             | –                | –                | –                      | –                      | –                   | –                   | –                | –                | –                   | –                   | –           | –           | –              | –              | –            | –            | –           | –           |
| Johan Martin Brandt | –               | –               | 57              | 35              | –             | –             | –               | –               | –             | –             | –             | –                | –                | 7                      | 10                     | 7                   | 32                  | 8                | 19               | 19                  | 28                  | 47          | 62          | –              | –              | 15           | 20           | 40          | 12          |
| Kim René Elverum Sorsell | –               | –               | 1               | 3               | 3             | 3             | 5               | 35              | –             | –             | –             | –                | –                | –                      | –                      | –                   | –                   | –                | –                | –                   | –                   | –           | –           | 19             | 20             | 8            | 8            | 2           | 40          |
| Klaus Ovlien Engen | –               | –               | 42              | 39              | –             | –             | –               | –               | –             | –             | –             | –                | –                | –                      | –                      | –                   | –                   | –                | –                | –                   | –                   | –           | –           | –              | –              | –            | –            | –           | –           |
| Anders Fannemel | 42              | 37              | 45              | 39              | –             | –             | 8               | 57              | –             | –             | –             | –                | –                | –                      | –                      | –                   | –                   | –                | –                | –                   | –                   | –           | –           | –              | –              | –            | –            | –           | –           |
| Jan Fuhre | –               | –               | 39              | 29              | –             | –             | 29              | 58              | –             | –             | –             | –                | –                | –                      | –                      | –                   | –                   | –                | –                | –                   | –                   | –           | –           | –              | –              | –            | –            | –           | –           |
| Kenneth Gangnes | –               | –               | –               | –               | –             | –             | –               | –               | 22            | 19            | 8             | 4                | 10               | 32                     | 6                      | 40                  | 29                  | –                | –                | –                   | –                   | –           | –           | –              | –              | –            | –            | 15          | 4           |
| Sigmund Hagehaugen | –               | –               | 49              | 53              | –             | –             | –               | –               | –             | –             | –             | –                | –                | –                      | –                      | –                   | –                   | –                | –                | –                   | –                   | –           | –           | –              | –              | –            | –            | –           | –           |
| Ole Marius Ingvaldsen | 3               | 12              | 17              | 23              | 31            | 12            | –               | –               | –             | –             | –             | –                | –                | –                      | –                      | –                   | –                   | –                | –                | –                   | –                   | 21          | 22          | 31             | 13             | 30           | 22           | –           | –           |
| Akseli Kokkonen | –               | –               | 55              | 38              | –             | –             | –               | –               | –             | –             | –             | –                | –                | –                      | –                      | –                   | –                   | –                | –                | –                   | –                   | –           | –           | –              | –              | –            | –            | –           | –           |
| Espen Røe | –               | –               | –               | –               | –             | –             | –               | –               | –             | –             | –             | –                | –                | –                      | –                      | –                   | –                   | –                | –                | 30                  | 39                  | –           | –           | –              | –              | –            | –            | –           | –           |
| Atle Pedersen Rønsen | 25              | 9               | 31              | 31              | –             | –             | –               | –               | 27            | 44            | 23            | 7                | 8                | –                      | –                      | –                   | –                   | –                | –                | –                   | –                   | –           | –           | –              | –              | –            | –            | –           | –           |
| Vegard Haukø Sklett | 22              | 14              | 9               | 5               | –             | –             | 65              | 8               | –             | –             | –             | –                | –                | –                      | –                      | 10                  | 12                  | 20               | 3                | –                   | –                   | 18          | 12          | 21             | 6              | 13           | 6            | 5           | 14          |
| Andreas Stjernen | –               | –               | 16              | 24              | –             | –             | 41              | 20              | 15            | 15            | 20            | 17               | 5                | 8                      | 4                      | 40                  | 4                   | 40               | 16               | –                   | –                   | 2           | 4           | 23             | 11             | 1            | 9            | –           | –           |
| Rune Velta | –               | –               | –               | –               | –             | –             | –               | –               | –             | –             | –             | –                | –                | –                      | –                      | 42                  | 21                  | –                | –                | –                   | –                   | 22          | 32          | –              | –              | –            | –            | 13          | 7           |
| Oddvar Ystgaard | –               | –               | –               | –               | –             | –             | –               | –               | –             | –             | –             | –                | –                | –                      | –                      | –                   | –                   | –                | –                | 12                  | 8                   | –           | –           | –              | –              | –            | –            | –           | –           |
| Polska |                 |                 |                 |                 |               |               |                 |                 |               |               |               |                  |                  |                        |                        |                     |                     |                  |                  |                     |                     |             |             |                |                |              |              |             |             |
| Marcin Bachleda | –               | –               | –               | –               | –             | –             | –               | –               | –             | –             | –             | –                | –                | –                      | –                      | 32                  | 22                  | 11               | 28               | –                   | –                   | –           | –           | 33             | 20             | 26           | 31           | 32          | 16          |
| Tomasz Byrt | –               | –               | –               | –               | –             | –             | 44              | 22              | 14            | 9             | 12            | 24               | 6                | –                      | –                      | –                   | –                   | –                | –                | –                   | –                   | –           | –           | –              | –              | –            | –            | –           | –           |
| Wojciech Gąsienica-Kotelnicki | –               | –               | –               | –               | –             | –             | –               | –               | –             | –             | –             | –                | –                | 61                     | 43                     | –                   | –                   | –                | –                | –                   | –                   | –           | –           | 54             | 60             | –            | –            | –           | –           |
| Bartłomiej Kłusek | 37              | 45              | 36              | 61              | –             | –             | 40              | 50              | 23            | 24            | 29            | 26               | 25               | 49                     | 30                     | 15                  | 33                  | 14               | 17               | 22                  | 26                  | –           | –           | 29             | 14             | 12           | 41           | 18          | 30          |
| Jakub Kot | 45              | 37              | 38              | 27              | 37            | 28            | 22              | 39              | –             | –             | –             | –                | –                | 35                     | 31                     | –                   | –                   | –                | –                | 26                  | 11                  | –           | –           | 40             | 36             | 20           | 45           | 38          | –           |
| Maciej Kot | 32              | 31              | 51              | 48              | 12            | 12            | 16              | 32              | –             | –             | –             | –                | –                | –                      | –                      | –                   | –                   | –                | –                | –                   | –                   | –           | –           | 25             | 15             | 23           | 23           | 8           | 6           |
| Dawid Kowal | –               | –               | –               | –               | –             | –             | –               | –               | –             | –             | –             | –                | –                | 64                     | 61                     | –                   | –                   | –                | –                | –                   | –                   | –           | –           | 65             | 67             | –            | –            | –           | –           |
| Dawid Kubacki | –               | –               | –               | –               | –             | –             | –               | –               | –             | –             | –             | –                | –                | –                      | –                      | 22                  | 45                  | 13               | 30               | –                   | –                   | –           | –           | 36             | 47             | –            | –            | 25          | 22          |
| Artur Kukuła | –               | –               | –               | –               | –             | –             | –               | –               | –             | –             | –             | –                | –                | –                      | –                      | –                   | –                   | –                | –                | –                   | –                   | –           | –           | 49             | 54             | –            | –            | –           | –           |
| Grzegorz Miętus | 32              | 43              | 28              | 25              | –             | –             | 47              | 68              | 39            | 32            | 24            | 16               | 31               | 55                     | 49                     | –                   | –                   | –                | –                | –                   | –                   | –           | –           | 46             | 58             | –            | –            | 34          | –           |
| Krzysztof Miętus | –               | –               | –               | –               | –             | –             | –               | –               | –             | –             | –             | –                | –                | –                      | –                      | –                   | –                   | –                | –                | –                   | –                   | –           | –           | 42             | 40             | 39           | 46           | –           | 26          |
| Klemens Murańka | –               | –               | –               | –               | –             | –             | 28              | 43              | 38            | 33            | 26            | 19               | 11               | –                      | –                      | –                   | –                   | –                | –                | –                   | –                   | –           | –           | 34             | 45             | 21           | 29           | 34          | 9           |
| Łukasz Rutkowski | 41              | 34              | 59              | 59              | 40            | 40            | –               | –               | –             | –             | –             | –                | –                | 37                     | 52                     | 49                  | 44                  | 26               | 43               | –                   | –                   | –           | –           | 37             | 35             | 42           | 48           | –           | 48          |
| Rafał Śliż | 29              | 45              | 39              | 28              | 4             | 8             | 33              | 11              | –             | –             | –             | –                | –                | –                      | –                      | –                   | –                   | 45               | 21               | 17                  | 37                  | –           | –           | 6              | 4              | 47           | dns          | 27          | 49          |
| Andrzej Zapotoczny | –               | –               | –               | –               | –             | –             | –               | –               | 43            | 27            | 42            | 27               | 17               | –                      | –                      | –                   | –                   | dns              | 37               | 35                  | 17                  | –           | –           | 46             | 51             | –            | –            | –           | –           |
| Jan Ziobro | 68              | 50              | 27              | 47              | –             | –             | –               | –               | –             | –             | –             | –                | –                | –                      | –                      | –                   | –                   | 48               | 33               | 45                  | 5                   | –           | –           | dsq            | 38             | –            | –            | –           | –           |
| Aleksander Zniszczoł | –               | –               | –               | –               | –             | –             | –               | –               | –             | –             | –             | –                | –                | 60                     | 63                     | 44                  | 55                  | –                | –                | –                   | –                   | –           | –           | 62             | 59             | –            | –            | –           | –           |
| Piotr Żyła | 19              | 20              | 29              | 20              | 17            | 9             | 48              | 21              | –             | –             | –             | –                | –                | –                      | –                      | –                   | –                   | –                | –                | –                   | –                   | –           | –           | –              | –              | –            | –            | –           | –           |
| Rosja |                 |                 |                 |                 |               |               |                 |                 |               |               |               |                  |                  |                        |                        |                     |                     |                  |                  |                     |                     |             |             |                |                |              |              |             |             |
| Gieorgij Czerwiakow | –               | –               | –               | –               | –             | –             | 41              | dsq             | 46            | 26            | 10            | –                | –                | –                      | –                      | 47                  | 57                  | 53               | 50               | –                   | –                   | –           | –           | –              | –              | –            | –            | –           | –           |
| Dmitrij Ipatow | 30              | 37              | 39              | 42              | 22            | 24            | 45              | 34              | 45            | 41            | 33            | –                | –                | 40                     | 43                     | –                   | –                   | –                | –                | –                   | –                   | 43          | 43          | 41             | 46             | 43           | 26           | –           | –           |
| Anton Kaliniczenko | dsq             | –               | –               | 63              | –             | –             | –               | –               | –             | –             | –             | –                | –                | –                      | –                      | 52                  | 56                  | 52               | 56               | –                   | –                   | 51          | 51          | 49             | 43             | 55           | 40           | –           | –           |
| Stanisław Oszczepkow | dsq             | 62              | 60              | –               | 46            | 43            | 54              | 55              | dsq           | 36            | 47            | –                | –                | 36                     | 58                     | 50                  | 46                  | dsq              | dsq              | –                   | –                   | 59          | 58          | 63             | 66             | 49           | 34           | –           | –           |
| Ilja Roslakow | –               | –               | –               | –               | 26            | 34            | 59              | 48              | –             | –             | –             | –                | –                | 59                     | 40                     | –                   | –                   | –                | –                | –                   | –                   | –           | –           | –              | –              | –            | –            | –           | –           |
| Aleksandr Sardyko | 55              | 30              | 35              | 46              | –             | –             | –               | –               | 53            | 31            | 34            | –                | –                | 24                     | 46                     | –                   | –                   | –                | –                | –                   | –                   | 29          | 45          | 38             | 41             | 45           | 32           | –           | –           |
| Dmitrij Wasiljew | –               | 37              | 26              | 58              | 42            | 29            | –               | –               | –             | –             | –             | –                | –                | –                      | –                      | –                   | –                   | –                | –                | –                   | –                   | –           | –           | –              | –              | –            | –            | –           | –           |
| Rumunia |                 |                 |                 |                 |               |               |                 |                 |               |               |               |                  |                  |                        |                        |                     |                     |                  |                  |                     |                     |             |             |                |                |              |              |             |             |
| Szilveszter Kozma | –               | –               | –               | –               | 49            | 48            | –               | –               | –             | –             | –             | –                | –                | –                      | –                      | –                   | –                   | 48               | 58               | –                   | –                   | 57          | 60          | 66             | 64             | –            | –            | –           | –           |
| Remus Tudor | –               | –               | –               | –               | dsq           | 42            | 79              | 69              | –             | –             | –             | –                | –                | –                      | –                      | –                   | –                   | 46               | 52               | –                   | –                   | 54          | 50          | 57             | 61             | –            | –            | –           | –           |
| Słowacja |                 |                 |                 |                 |               |               |                 |                 |               |               |               |                  |                  |                        |                        |                     |                     |                  |                  |                     |                     |             |             |                |                |              |              |             |             |
| Patrik Lichý | –               | –               | –               | –               | –             | –             | –               | –               | –             | –             | –             | –                | –                | –                      | –                      | –                   | –                   | –                | –                | –                   | –                   | 56          | 63          | 64             | 65             | –            | –            | –           | –           |
| Vladimír Roško | –               | –               | –               | –               | –             | –             | –               | –               | –             | –             | –             | –                | –                | –                      | –                      | –                   | –                   | –                | –                | –                   | –                   | –           | –           | dsq            | 68             | –            | –            | –           | –           |
| Tomáš Zmoray | –               | –               | –               | –               | –             | –             | –               | –               | –             | –             | –             | –                | –                | –                      | –                      | 51                  | 52                  | –                | –                | –                   | –                   | 55          | 46          | –              | –              | –            | –            | 43          | 47          |
| Słowenia |                 |                 |                 |                 |               |               |                 |                 |               |               |               |                  |                  |                        |                        |                     |                     |                  |                  |                     |                     |             |             |                |                |              |              |             |             |
| Jernej Damjan | –               | –               | –               | –               | –             | –             | –               | –               | 4             | 3             | 1             | –                | –                | –                      | –                      | –                   | –                   | –                | –                | –                   | –                   | –           | –           | –              | –              | –            | –            | –           | –           |
| Nejc Dežman | –               | –               | –               | –               | –             | –             | –               | –               | –             | –             | –             | –                | –                | –                      | –                      | –                   | –                   | –                | –                | –                   | –                   | –           | 47          | –              | –              | –            | –            | –           | –           |
| Matej Dobovšek | –               | –               | –               | –               | –             | –             | –               | –               | –             | –             | –             | –                | –                | –                      | –                      | –                   | –                   | –                | –                | 14                  | 1                   | 7           | 13          | 13             | 8              | 2            | 27           | 10          | 36          |
| Robert Hrgota | 27              | 29              | 30              | 16              | –             | –             | 27              | 7               | 11            | 22            | 16            | 13               | 3                | 5                      | 45                     | 20                  | 8                   | 19               | 32               | 39                  | 44                  | 10          | 5           | 22             | 18             | –            | –            | dns         | –           |
| Jaka Hvala | –               | –               | –               | –               | –             | –             | –               | –               | –             | –             | –             | –                | –                | –                      | –                      | –                   | –                   | –                | –                | –                   | –                   | 41          | 36          | –              | –              | –            | –            | –           | –           |
| Dejan Judež | 17              | 12              | 7               | 4               | 8             | 19            | 18              | 6               | 10            | 21            | 41            | 6                | 16               | 21                     | 32                     | 37                  | 28                  | 18               | 18               | –                   | –                   | 1           | 3           | 4              | 23             | 17           | 16           | 6           | 3           |
| Rok Justin | –               | –               | –               | –               | –             | –             | –               | –               | –             | –             | –             | –                | –                | –                      | –                      | –                   | –                   | –                | –                | –                   | –                   | 35          | 29          | –              | –              | –            | –            | –           | –           |
| Matic Kramaršič | dsq             | 34              | 25              | 18              | 17            | 17            | 4               | 2               | 3             | 14            | 50            | –                | –                | 2                      | 32                     | 6                   | 9                   | 23               | 49               | 44                  | 27                  | 17          | 18          | 17             | 26             | –            | –            | –           | 1           |
| Luka Leban | –               | –               | –               | –               | –             | –             | –               | –               | –             | –             | –             | –                | –                | –                      | –                      | 35                  | 30                  | 55               | 5                | 8                   | 25                  | 41          | 40          | –              | –              | –            | –            | –           | –           |
| Žiga Mandl | –               | –               | –               | –               | –             | –             | –               | –               | –             | –             | –             | –                | –                | –                      | –                      | –                   | –                   | –                | –                | 18                  | 18                  | 36          | 15          | –              | –              | –            | –            | –           | –           |
| Mitja Mežnar | –               | –               | –               | –               | –             | –             | 11              | 9               | 1             | 1             | 15            | –                | –                | 9                      | 8                      | –                   | –                   | 17               | dsq              | –                   | –                   | –           | –           | –              | –              | –            | –            | 42          | –           |
| Tomaž Naglič | 45              | 25              | 37              | 50              | –             | –             | 23              | 15              | –             | –             | –             | –                | –                | 43                     | 9                      | 12                  | 7                   | –                | –                | –                   | –                   | 24          | 26          | –              | –              | –            | –            | –           | 32          |
| Primož Peterka | –               | –               | –               | –               | 26            | 29            | –               | –               | –             | –             | –             | –                | –                | –                      | –                      | 34                  | 26                  | 31               | 12               | –                   | –                   | 44          | –           | –              | –              | –            | –            | –           | –           |
| Primož Pikl | 8               | 17              | 18              | 15              | 5             | 11            | –               | –               | –             | –             | –             | –                | –                | –                      | –                      | 26                  | 16                  | 5                | 13               | –                   | –                   | 5           | 10          | 15             | 15             | –            | –            | 33          | –           |
| Andraž Pograjc | –               | –               | –               | –               | –             | –             | –               | –               | –             | –             | –             | –                | –                | –                      | –                      | –                   | –                   | –                | –                | –                   | –                   | –           | 52          | –              | –              | –            | –            | –           | –           |
| Matjaž Pungertar | 16              | 18              | 50              | 11              | 29            | 32            | 9               | 12              | 5             | 2             | 38            | 1                | 1                | 9                      | 10                     | –                   | –                   | –                | –                | 2                   | 31                  | 23          | 38          | 10             | 44             | –            | –            | 17          | 2           |
| Jure Šinkovec | 20              | 27              | 33              | 30              | 19            | 12            | 19              | 10              | 17            | 11            | 4             | 8                | 4                | 17                     | 14                     | 16                  | 14                  | –                | –                | –                   | –                   | 9           | 2           | 12             | 32             | –            | –            | 11          | 34          |
| Rok Urbanc | –               | –               | –               | –               | 23            | 19            | –               | –               | –             | –             | –             | –                | –                | –                      | –                      | –                   | –                   | 3                | 27               | 4                   | 10                  | 26          | 42          | –              | –              | –            | –            | –           | 20          |
| Gašper Vodan | –               | –               | –               | –               | –             | –             | –               | –               | –             | –             | –             | –                | –                | –                      | –                      | –                   | –                   | –                | –                | –                   | –                   | dsq         | –           | –              | –              | –            | –            | –           | –           |
| Rok Zima | 23              | 19              | 22              | 13              | 15            | 26            | 14              | 19              | 9             | 17            | 3             | 2                | 2                | 13                     | 2                      | –                   | –                   | –                | –                | 3                   | 16                  | 15          | 9           | 3              | 8              | 5            | 11           | 4           | 8           |
| Stany Zjednoczone |                 |                 |                 |                 |               |               |                 |                 |               |               |               |                  |                  |                        |                        |                     |                     |                  |                  |                     |                     |             |             |                |                |              |              |             |             |
| Nicholas Alexander | 32              | 32              | 46              | 55              | 40            | dns           | 73              | 59              | 49            | 28            | 35            | –                | –                | –                      | –                      | –                   | –                   | –                | –                | 32                  | 22                  | 50          | 43          | 48             | –              | 40           | –            | 45          | 43          |
| Nicholas Fairall | –               | –               | –               | –               | –             | –             | –               | –               | 54            | 40            | 52            | 32               | 35               | –                      | –                      | –                   | –                   | –                | –                | 43                  | 43                  | –           | –           | –              | 51             | 54           | –            | –           | –           |
| Peter Frenette | 23              | 48              | 21              | 26              | 34            | 31            | 32              | 15              | 34            | 8             | 2             | –                | –                | –                      | –                      | –                   | –                   | –                | –                | 10                  | 32                  | 38          | 34          | 28             | 34             | 27           | 14           | –           | –           |
| Michael Glasder | 59              | 65              | 65              | 64              | 44            | 37            | 78              | 70              | –             | –             | –             | –                | –                | –                      | –                      | –                   | –                   | –                | –                | 38                  | 21                  | –           | –           | –              | –              | –            | 50           | 49          | 38          |
| Alexander Haupt | –               | –               | –               | –               | –             | –             | –               | –               | –             | –             | –             | –                | –                | –                      | –                      | –                   | –                   | –                | –                | 40                  | 32                  | –           | –           | –              | –              | –            | –            | –           | –           |
| Anders Johnson | 43              | 43              | 56              | 57              | 38            | 39            | 70              | 61              | 51            | 42            | 44            | 31               | 30               | –                      | –                      | –                   | –                   | –                | –                | 33                  | 7                   | 48          | 40          | 45             | 53             | –            | –            | 47          | 29          |
| Christopher Lamb | –               | –               | –               | –               | –             | –             | –               | –               | –             | –             | –             | –                | –                | 28                     | 36                     | 30                  | 25                  | –                | –                | 28                  | 38                  | 39          | dsq         | 39             | 19             | 38           | 37           | 44          | 33          |
| Trevor Wert | –               | –               | –               | –               | –             | –             | –               | –               | –             | –             | –             | –                | –                | –                      | –                      | –                   | –                   | –                | –                | 42                  | –                   | –           | –           | –              | –              | –            | –            | –           | –           |
| Szwajcaria |                 |                 |                 |                 |               |               |                 |                 |               |               |               |                  |                  |                        |                        |                     |                     |                  |                  |                     |                     |             |             |                |                |              |              |             |             |
| Olivier Anken | –               | –               | –               | –               | –             | –             | 68              | 76              | –             | –             | –             | –                | –                | –                      | –                      | –                   | –                   | –                | –                | –                   | –                   | –           | –           | –              | –              | –            | –            | –           | –           |
| Vital Anken | 70              | 74              | 67              | 69              | –             | –             | –               | 75              | –             | –             | –             | –                | –                | –                      | –                      | –                   | –                   | –                | –                | –                   | –                   | –           | –           | –              | –              | –            | –            | –           | –           |
| Guillaume Berney | 71              | 69              | 61              | 62              | –             | –             | 83              | –               | –             | –             | –             | –                | –                | –                      | 62                     | –                   | –                   | –                | –                | –                   | –                   | –           | –           | –              | –              | –            | –            | –           | –           |
| Gregor Deschwanden | 57              | 52              | 53              | 34              | –             | –             | 51              | 31              | 33            | 43            | 28            | –                | –                | dns                    | –                      | –                   | –                   | 54               | 44               | –                   | –                   | 14          | 33          | –              | –              | –            | –            | 30          | 5           |
| Pascal Egloff | –               | –               | –               | –               | –             | –             | 66              | 66              | –             | –             | –             | –                | –                | 44                     | –                      | –                   | –                   | 21               | 31               | –                   | –                   | –           | –           | –              | –              | –            | –            | 48          | 50          |
| Rémi Français | 47              | 45              | 57              | 52              | –             | –             | 50              | 62              | –             | –             | –             | –                | –                | –                      | 59                     | –                   | –                   | 42               | 53               | –                   | –                   | 62          | 56          | –              | –              | –            | –            | –           | –           |
| Marco Grigoli | –               | –               | –               | –               | –             | –             | 3               | 5               | –             | –             | –             | –                | –                | dns                    | –                      | –                   | –                   | –                | –                | –                   | –                   | –           | –           | –              | –              | –            | –            | 22          | 39          |
| Lars Grossen | –               | –               | –               | –               | –             | –             | dsq             | 64              | –             | –             | –             | –                | –                | –                      | 55                     | –                   | –                   | –                | –                | –                   | –                   | 60          | 60          | –              | –              | –            | –            | –           | –           |
| Pascal Kälin | –               | –               | –               | –               | –             | –             | 75              | 81              | –             | –             | –             | –                | –                | –                      | 51                     | –                   | –                   | 58               | 47               | –                   | –                   | –           | –           | –              | –              | –            | –            | –           | –           |
| Andreas Küttel | –               | –               | –               | –               | –             | –             | 17              | 33              | 13            | 5             | 5             | –                | –                | –                      | –                      | –                   | –                   | –                | –                | –                   | –                   | –           | –           | –              | –              | –            | –            | –           | –           |
| Killian Peier | –               | –               | –               | –               | –             | –             | dsq             | –               | –             | –             | –             | –                | –                | –                      | –                      | –                   | –                   | –                | –                | –                   | –                   | –           | –           | –              | –              | –            | –            | –           | –           |
| Tommy Schmid | –               | –               | –               | –               | –             | –             | 81              | 80              | –             | –             | –             | –                | –                | –                      | –                      | –                   | –                   | –                | –                | –                   | –                   | –           | –           | –              | –              | –            | –            | –           | –           |
| Adrian Schuler | –               | –               | –               | –               | –             | –             | 62              | 67              | –             | –             | –             | –                | –                | 32                     | –                      | –                   | –                   | –                | –                | –                   | –                   | –           | –           | –              | –              | –            | –            | –           | –           |
| Pascal Sommer | –               | –               | –               | –               | –             | –             | –               | dsq             | –             | –             | –             | –                | –                | –                      | –                      | –                   | –                   | –                | –                | –                   | –                   | –           | –           | –              | –              | –            | –            | –           | –           |
| Szwecja |                 |                 |                 |                 |               |               |                 |                 |               |               |               |                  |                  |                        |                        |                     |                     |                  |                  |                     |                     |             |             |                |                |              |              |             |             |
| Fredrik Balkåsen | –               | –               | 44              | 45              | –             | –             | 56              | 65              | –             | –             | –             | –                | –                | 27                     | 38                     | 44                  | 38                  | –                | –                | –                   | –                   | –           | –           | –              | –              | –            | –            | –           | –           |
| Isak Grimholm | dns             | dns             | –               | –               | –             | –             | 80              | 74              | –             | –             | –             | –                | –                | 56                     | 65                     | 57                  | 58                  | –                | –                | 46                  | –                   | –           | –           | –              | –              | –            | –            | –           | –           |
| Josef Larsson | 54              | 66              | –               | –               | –             | –             | 76              | 71              | –             | –             | –             | –                | –                | 65                     | 64                     | 54                  | 53                  | –                | –                | 41                  | 42                  | –           | –           | 58             | dsq            | 50           | 52           | –           | –           |
| Carl Nordin | 62              | 60              | –               | –               | –             | –             | 72              | 47              | –             | –             | –             | –                | –                | 38                     | 54                     | 53                  | 48                  | –                | –                | –                   | –                   | –           | –           | –              | –              | –            | –            | –           | –           |
| Turcja |                 |                 |                 |                 |               |               |                 |                 |               |               |               |                  |                  |                        |                        |                     |                     |                  |                  |                     |                     |             |             |                |                |              |              |             |             |
| Samet Karta | dsq             | dsq             | –               | –               | dns           | dns           | –               | –               | –             | –             | –             | –                | –                | –                      | –                      | –                   | –                   | –                | –                | –                   | –                   | –           | –           | –              | –              | –            | –            | –           | –           |
| Faik Yüksel | 65              | 75              | –               | –               | 50            | 47            | –               | –               | –             | –             | –             | –                | –                | –                      | –                      | –                   | –                   | –                | –                | –                   | –                   | –           | –           | –              | –              | 57           | 55           | –           | –           |
| Ukraina |                 |                 |                 |                 |               |               |                 |                 |               |               |               |                  |                  |                        |                        |                     |                     |                  |                  |                     |                     |             |             |                |                |              |              |             |             |
| Wołodymyr Boszczuk | –               | –               | –               | –               | 33            | 33            | 55              | –               | –             | –             | –             | –                | –                | –                      | –                      | –                   | –                   | 47               | 57               | –                   | –                   | –           | –           | –              | –              | –            | –            | –           | –           |
| Jarosław Dyśko | –               | –               | –               | –               | –             | –             | 85              | 83              | –             | –             | –             | –                | –                | –                      | –                      | –                   | –                   | –                | –                | –                   | –                   | –           | –           | 67             | 63             | –            | –            | –           | –           |
| Ołeksandr Łazarowycz | –               | –               | –               | –               | –             | –             | 60              | –               | –             | –             | –             | –                | –                | –                      | –                      | –                   | –                   | dsq              | 48               | –                   | –                   | –           | –           | –              | –              | –            | –            | –           | –           |
| Witalij Szumbareć | –               | –               | –               | –               | 30            | 36            | 61              | 44              | –             | –             | –             | –                | –                | –                      | –                      | –                   | –                   | 51               | 39               | –                   | –                   | –           | –           | –              | –              | –            | –            | –           | –           |
| Wołodymyr Werediuk | –               | –               | –               | –               | 41            | 44            | –               | 84              | –             | –             | –             | –                | –                | –                      | –                      | –                   | –                   | –                | –                | –                   | –                   | –           | –           | –              | –              | –            | –            | –           | –           |
| Wasyl Żurakiwski | –               | –               | –               | –               | 44            | 49            | –               | –               | –             | –             | –             | –                | –                | –                      | –                      | –                   | –                   | –                | –                | –                   | –                   | –           | –           | 56             | 56             | –            | –            | –           | –           |
| Włochy |                 |                 |                 |                 |               |               |                 |                 |               |               |               |                  |                  |                        |                        |                     |                     |                  |                  |                     |                     |             |             |                |                |              |              |             |             |
| Davide Bresadola | –               | –               | –               | –               | –             | –             | 71              | 52              | –             | –             | –             | –                | –                | 15                     | 17                     | –                   | –                   | 9                | 41               | –                   | –                   | –           | –           | –              | –              | –            | –            | –           | –           |
| Alessio De Crignis | –               | –               | –               | –               | –             | –             | 74              | 38              | –             | –             | –             | –                | –                | 51                     | 56                     | 59                  | 47                  | 37               | 45               | –                   | –                   | 53          | 59          | –              | –              | –            | –            | 46          | 22          |
| Diego Dellasega | –               | –               | –               | –               | –             | –             | 14              | 24              | –             | –             | –             | –                | –                | 20                     | 16                     | –                   | –                   | 36               | 42               | –                   | –                   | –           | –           | –              | –              | –            | –            | –           | –           |
| Roberto Dellasega | –               | –               | –               | –               | –             | –             | 64              | 30              | –             | –             | –             | –                | –                | 63                     | 38                     | 33                  | 43                  | 38               | 38               | –                   | –                   | 31          | 49          | –              | –              | –            | –            | 21          | 28          |
| Michael Lunardi | –               | –               | –               | –               | –             | –             | –               | –               | –             | –             | –             | –                | –                | –                      | –                      | –                   | –                   | –                | –                | –                   | –                   | dsq         | 57          | –              | –              | –            | –            | –           | –           |
| 1-3 4-30 poniżej 30 dns – Zawodnik zgłoszony do konkursu nie wystartował dsq – Zawodnik zdyskwalifikowany - – Zawodnik nie zgłoszony do konkursu |                 |                 |                 |                 |               |               |                 |                 |               |               |               |                  |                  |                        |                        |                     |                     |                  |                  |                     |                     |             |             |                |                |              |              |             |             |

## Klasyfikacja generalna
| Miejsce | Zawodnik                 | Występy | Punkty | Strata do lidera |
| ------- | ------------------------ | ------- | ------ | ---------------- |
| 1.      | Rok Zima                 | 25      | 826    | –                |
| 2.      | Mario Innauer            | 19      | 776    | 50               |
| 3.      | Andreas Wank             | 23      | 750    | 76               |
| 4.      | Dejan Judež              | 27      | 696    | 130              |
| 5.      | Matjaž Pungertar         | 23      | 693    | 133              |
| 6.      | Stefan Thurnbichler      | 12      | 667    | 159              |
| 7.      | Felix Schoft             | 18      | 631    | 195              |
| 8.      | Maximilian Mechler       | 12      | 592    | 234              |
| 9.      | Andreas Stjernen         | 21      | 573    | 253              |
| 10.     | Matic Kramaršič          | 24      | 562    | 264              |
| 11.     | Julian Musiol            | 19      | 556    | 270              |
| 12.     | Kim René Elverum Sorsell | 12      | 492    | 334              |
| 13.     | Jure Šinkovec            | 23      | 478    | 348              |
| 14.     | Thomas Thurnbichler      | 24      | 460    | 366              |
| 14.     | Vegard Haukø Sklett      | 18      | 460    | 366              |
| 16.     | Stephan Hocke            | 8       | 418    | 408              |
| 17.     | Manuel Poppinger         | 17      | 416    | 410              |
| 18.     | Michael Hayböck          | 8       | 400    | 426              |
| 19.     | Robert Hrgota            | 23      | 383    | 443              |
| 20.     | Andreas Strolz           | 22      | 359    | 467              |
| 21.     | Anssi Koivuranta         | 6       | 358    | 468              |
| 22.     | Mitja Mežnar             | 9       | 344    | 482              |
| 23.     | Matej Dobovšek           | 10      | 336    | 490              |
| 24.     | Primož Pikl              | 15      | 332    | 494              |
| 25.     | Felix Brodauf            | 23      | 299    | 527              |
| 26.     | Markus Eisenbichler      | 16      | 242    | 584              |
| 27.     | Stefan Kraft             | 8       | 241    | 585              |
| 28.     | Kenneth Gangnes          | 11      | 237    | 589              |
| 29.     | Rafał Śliż               | 16      | 229    | 597              |
| 30.     | Georg Späth              | 13      | 217    | 609              |
| 31.     | Thomas Diethart          | 6       | 216    | 610              |
| 32.     | Jernej Damjan            | 3       | 210    | 616              |
| 32.     | Juha-Matti Ruuskanen     | 8       | 210    | 616              |
| 34.     | Johan Martin Brandt      | 16      | 206    | 620              |
| 35.     | Richard Freitag          | 4       | 205    | 621              |
| 36.     | Peter Frenette           | 19      | 202    | 624              |
| 37.     | Ondřej Vaculík           | 16      | 186    | 640              |
| 38.     | David Unterberger        | 20      | 178    | 648              |
| 39.     | Markus Eggenhofer        | 16      | 177    | 649              |
| 40.     | Rok Urbanc               | 9       | 176    | 650              |
| 41.     | Ole Marius Ingvaldsen    | 12      | 175    | 651              |
| 42.     | Maciej Kot               | 14      | 169    | 657              |
| 43.     | Kazuyoshi Funaki         | 3       | 166    | 660              |
| 44.     | Olli Muotka              | 2       | 160    | 666              |
| 45.     | Danny Queck              | 16      | 152    | 674              |
| 46.     | Bartłomiej Kłusek        | 25      | 147    | 679              |
| 47.     | Mackenzie Boyd-Clowes    | 10      | 146    | 680              |
| 48.     | Jarkko Määttä            | 8       | 137    | 689              |
| 49.     | David Winkler            | 15      | 129    | 697              |
| 49.     | Tomaž Naglič             | 13      | 129    | 697              |
| 51.     | Tomasz Byrt              | 7       | 125    | 701              |
| 52.     | Andreas Küttel           | 5       | 124    | 702              |
| 53.     | Florian Horst            | 11      | 120    | 706              |
| 54.     | Balthasar Schneider      | 9       | 119    | 707              |
| 55.     | Daniel Wenig             | 8       | 118    | 708              |
| 56.     | Atle Pedersen Rønsen     | 9       | 115    | 711              |
| 57.     | Marco Grigoli            | 5       | 114    | 712              |
| 58.     | Markus Schiffner         | 9       | 105    | 721              |
| 59.     | Piotr Żyła               | 8       | 89     | 737              |
| 59.     | Florian Schabereiter     | 11      | 89     | 737              |
| 61.     | Klemens Murańka          | 13      | 85     | 741              |
| 62.     | Luka Leban               | 8       | 84     | 742              |
| 63.     | Antonín Hájek            | 14      | 83     | 743              |
| 64.     | Daniel Lackner           | 11      | 80     | 746              |
| 65.     | Martin Cikl              | 17      | 76     | 750              |
| 66.     | Rune Velta               | 6       | 75     | 751              |
| 67.     | Daniel Huber             | 6       | 73     | 753              |
| 68.     | Yukon De Leeuw           | 7       | 72     | 754              |
| 69.     | Marinus Kraus            | 7       | 69     | 757              |
| 70.     | Tarō Takayanagi          | 3       | 68     | 758              |
| 71.     | Gregor Deschwanden       | 15      | 67     | 759              |
| 71.     | Tobias Bogner            | 16      | 67     | 759              |
| 71.     | Marcin Bachleda          | 10      | 67     | 759              |
| 74.     | Sami Niemi               | 12      | 65     | 761              |
| 75.     | Kevin Horlacher          | 13      | 60     | 766              |
| 76.     | Davide Bresadola         | 6       | 59     | 767              |
| 77.     | Jakub Kot                | 17      | 56     | 770              |
| 78.     | Oddvar Ystgaard          | 2       | 54     | 772              |
| 79.     | Diego Dellasega          | 6       | 51     | 775              |
| 80.     | Choi Heung-chul          | 3       | 50     | 776              |
| 81.     | Jan Ziobro               | 10      | 49     | 777              |
| 82.     | Dawid Kubacki            | 8       | 45     | 781              |
| 83.     | Žiga Mandl               | 4       | 42     | 784              |
| 84.     | Anders Johnson           | 22      | 39     | 787              |
| 85.     | Andrzej Zapotoczny       | 11      | 36     | 790              |
| 86.     | Hiroki Yamada            | 2       | 34     | 792              |
| 86.     | Primož Peterka           | 7       | 34     | 792              |
| 88.     | Anders Fannemel          | 6       | 32     | 794              |
| 89.     | Gieorgij Czerwiakow      | 9       | 31     | 795              |
| 89.     | Grzegorz Miętus          | 16      | 31     | 795              |
| 91.     | Choi Yong-jik            | 7       | 29     | 797              |
| 92.     | Kento Sakuyama           | 5       | 28     | 798              |
| 92.     | Kazuya Yoshioka          | 2       | 28     | 798              |
| 94.     | Kenshirō Itō             | 2       | 26     | 800              |
| 95.     | Kim Hyun-ki              | 3       | 25     | 801              |
| 95.     | Eric Mitchell            | 10      | 25     | 801              |
| 95.     | Christian Ulmer          | 4       | 25     | 801              |
| 95.     | Christopher Lamb         | 14      | 25     | 801              |
| 99.     | Harri Olli               | 5       | 24     | 802              |
| 99.     | Stefan Hayböck           | 8       | 24     | 802              |
| 101.    | Dmitrij Ipatow           | 19      | 22     | 804              |
| 102.    | Yūhei Sasaki             | 2       | 19     | 807              |
| 102.    | Veli-Matti Lindström     | 4       | 19     | 807              |
| 104.    | Čestmír Kožíšek          | 10      | 18     | 808              |
| 105.    | Lukas Müller             | 4       | 17     | 809              |
| 106.    | Jon Aaraas               | 2       | 16     | 810              |
| 107.    | Vincent Descombes Sevoie | 4       | 14     | 812              |
| 107.    | Roberto Dellasega        | 12      | 14     | 812              |
| 109.    | Mats Søhagen Berggaard   | 2       | 13     | 813              |
| 110.    | Shō Suzuki               | 2       | 12     | 814              |
| 110.    | Christian Reiter         | 4       | 12     | 814              |
| 110.    | Nicholas Alexander       | 18      | 12     | 814              |
| 113.    | Tsuyoshi Ichinohe        | 2       | 11     | 815              |
| 113.    | Yūsuke Narita            | 2       | 11     | 815              |
| 115.    | Keita Umezaki            | 2       | 10     | 816              |
| 115.    | Pascal Egloff            | 7       | 10     | 816              |
| 115.    | Michael Glasder          | 13      | 10     | 816              |
| 115.    | Aleksandr Sardyko        | 15      | 10     | 816              |
| 119.    | Alessio De Crignis       | 12      | 9      | 817              |
| 119.    | Ronan Lamy Chappuis      | 8       | 9      | 817              |
| 121.    | Ulrich Wohlgenannt       | 2       | 8      | 818              |
| 122.    | Dmitrij Wasiljew         | 5       | 7      | 819              |
| 122.    | Alexandre Mabboux        | 10      | 7      | 819              |
| 124.    | Nicolas Mayer            | 6       | 6      | 820              |
| 124.    | Thomas Lackner           | 4       | 6      | 820              |
| 124.    | Björn Koch               | 4       | 6      | 820              |
| 127.    | Ilja Roslakow            | 6       | 5      | 821              |
| 127.    | Łukasz Rutkowski         | 17      | 5      | 821              |
| 127.    | Krzysztof Miętus         | 5       | 5      | 821              |
| 130.    | Fredrik Balkåsen         | 8       | 4      | 822              |
| 130.    | Jan Fuhre                | 4       | 4      | 822              |
| 132.    | Takanobu Okabe           | 2       | 3      | 823              |
| 132.    | Tomoaki Endō             | 2       | 3      | 823              |
| 132.    | Stephan Leyhe            | 2       | 3      | 823              |
| 135.    | David Viry               | 12      | 2      | 824              |
| 135.    | Rok Justin               | 12      | 2      | 824              |
| 137.    | Witalij Szumbareć        | 6       | 1      | 825              |
| 137.    | Robert Kubáň             | 6       | 1      | 825              |
| 137.    | Espen Røe                | 6       | 1      | 825              |